# Park Narodowy Świętej Katarzyny

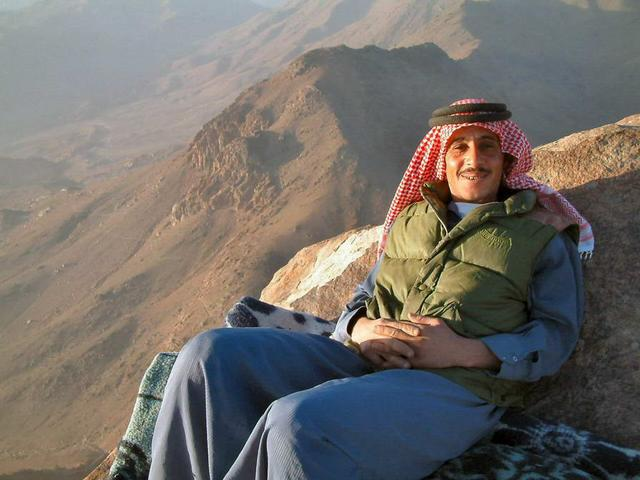
Miejscowy Beduin na górze Synaj

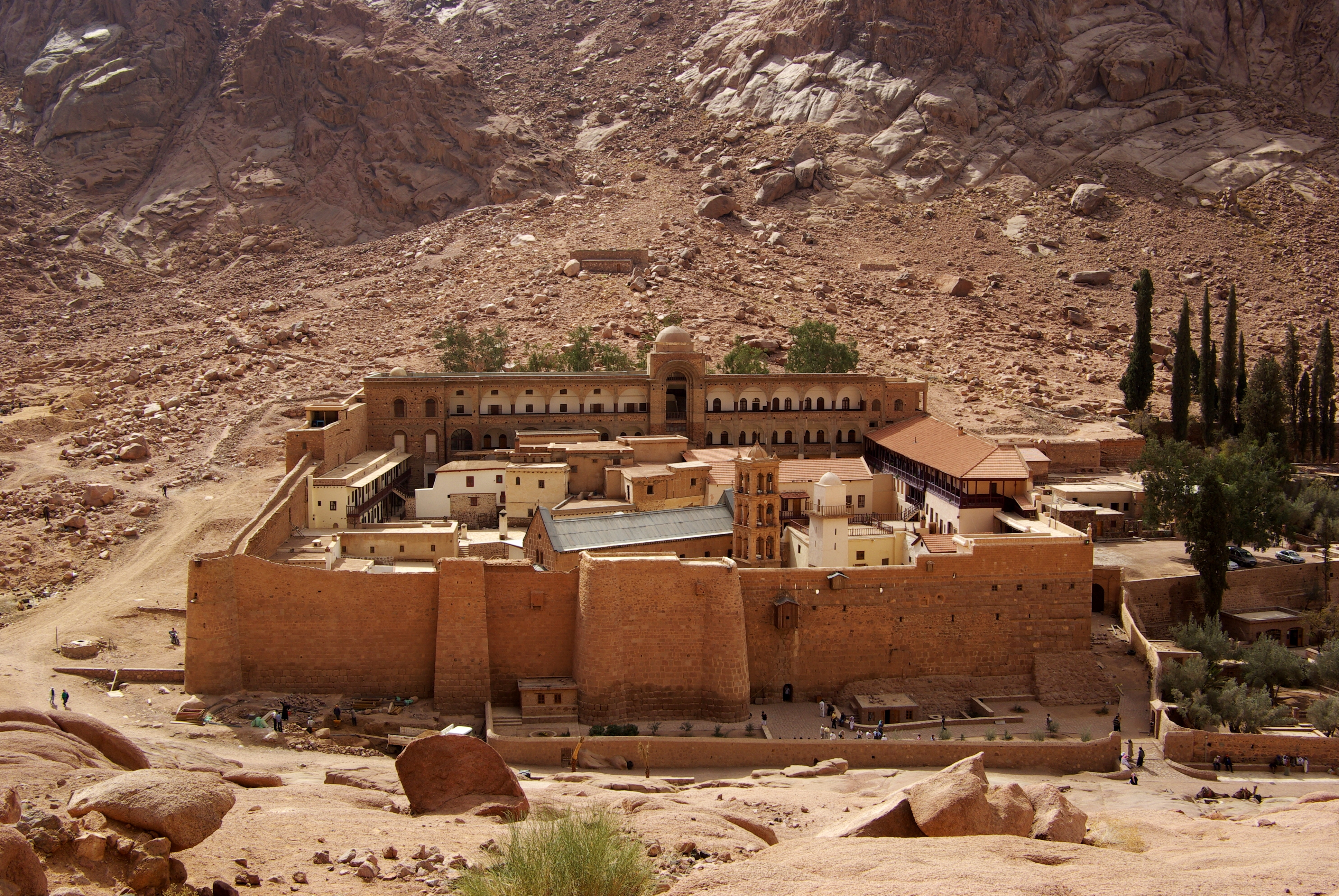
Klasztor Świętej Katarzyny

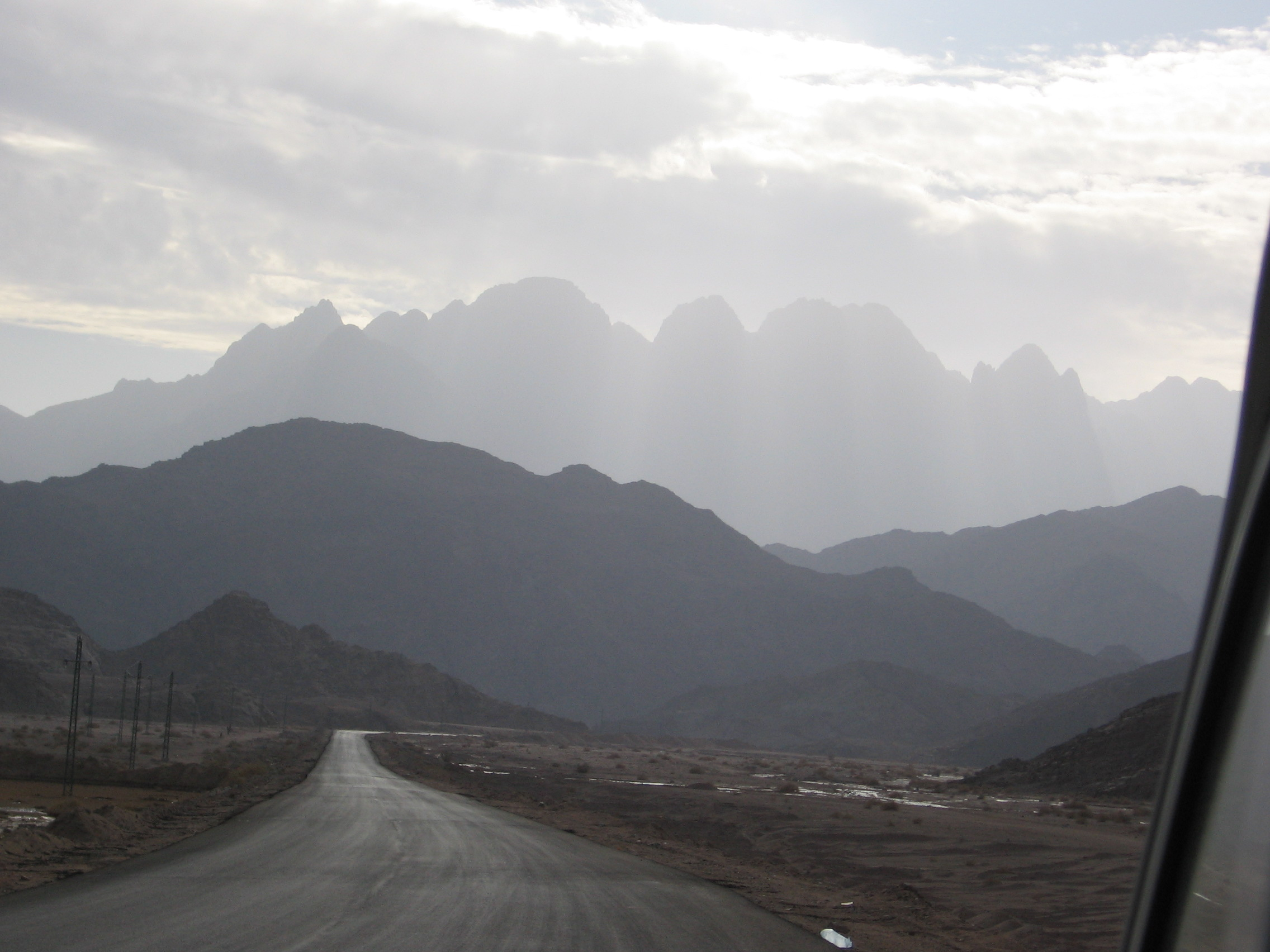
Peryferie miejscowości Święta Katarzyna.

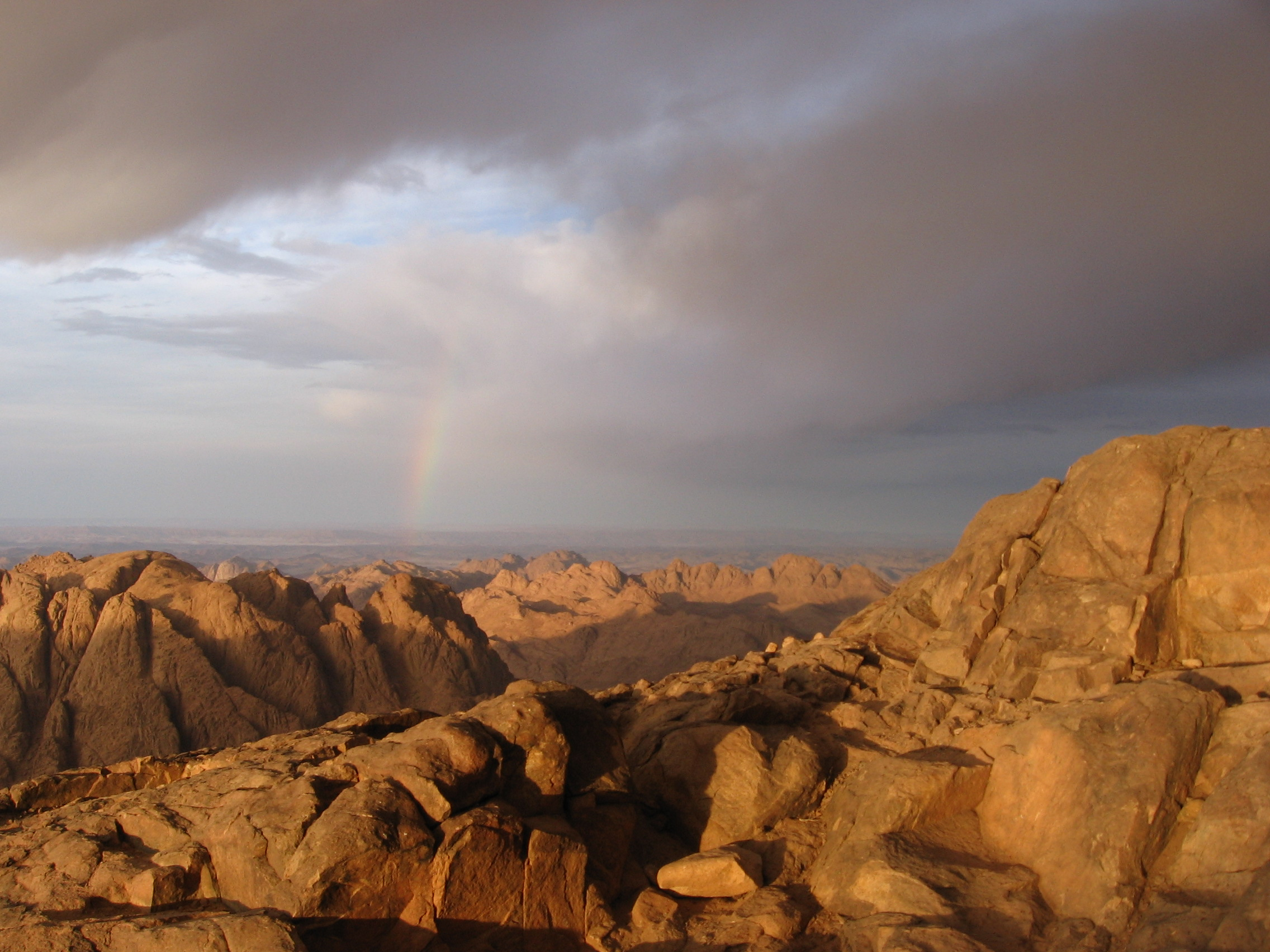
Widok ze szczytu góry Synaj

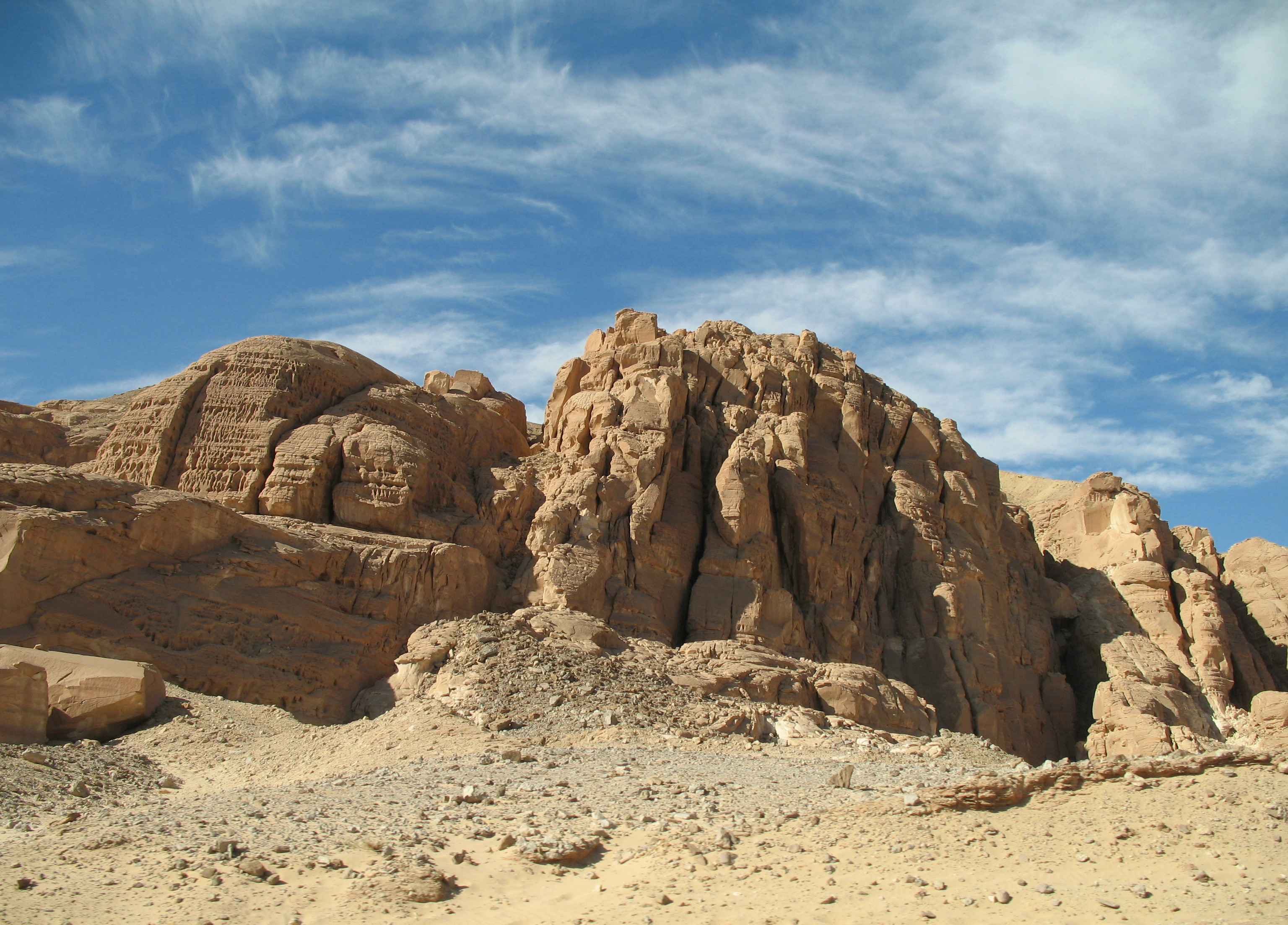
Okolice miejsca Tabera

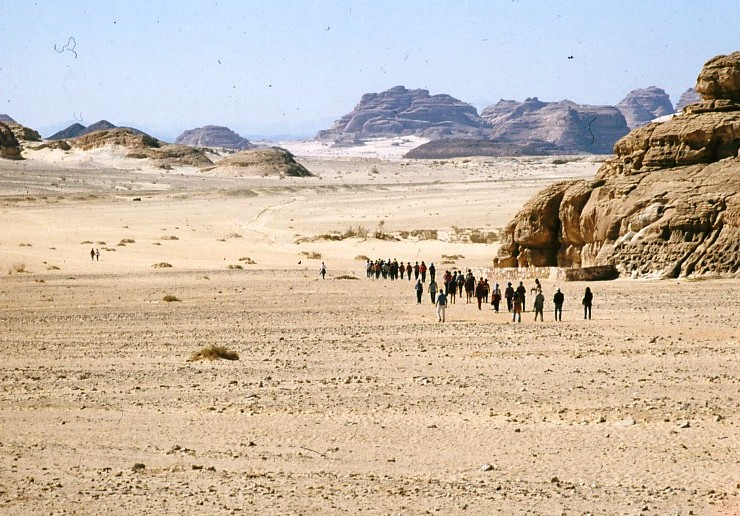
Południowo-wschodnie tereny Świętej Katarzyny

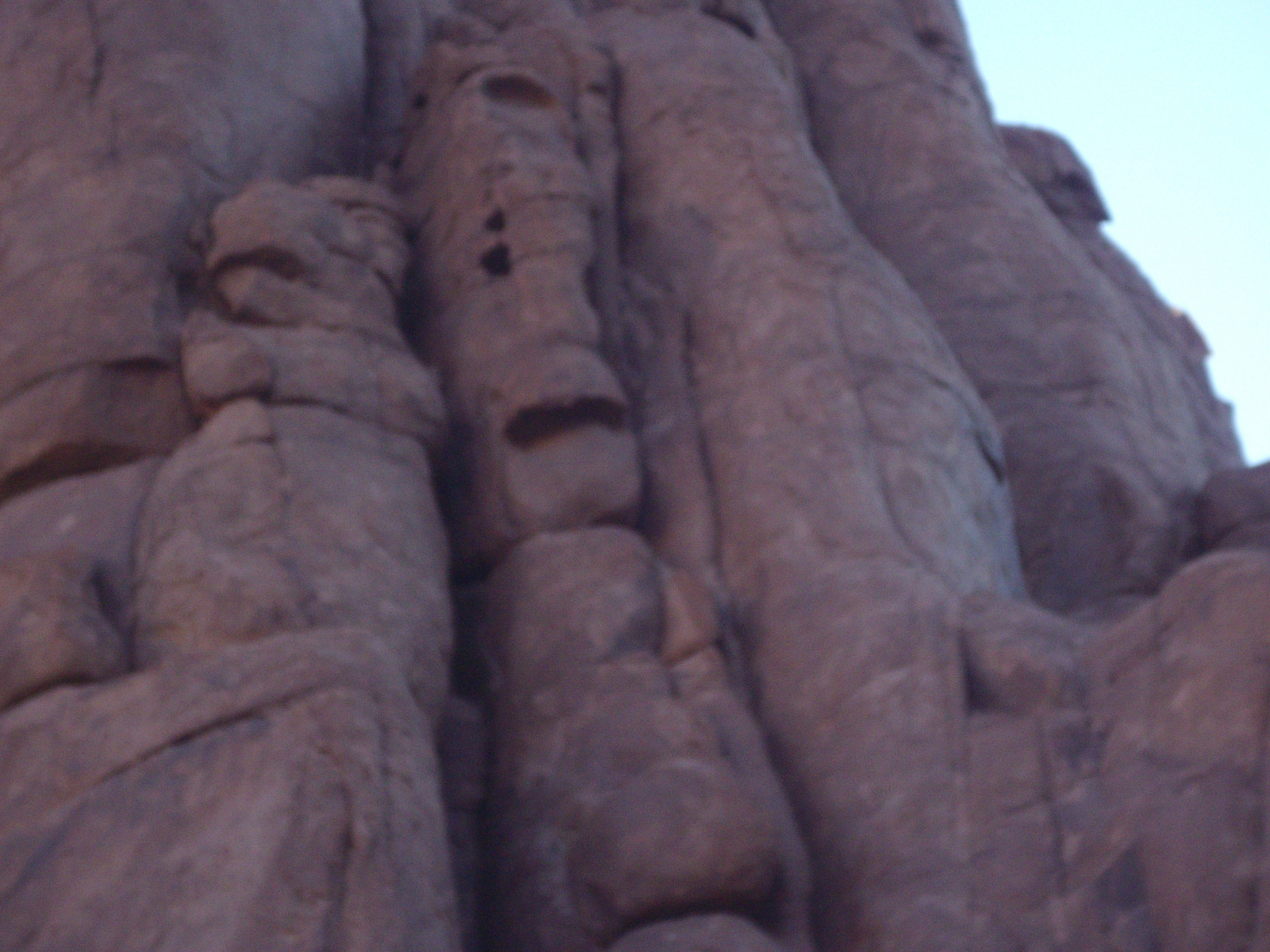
Unikatowe formy skalne przy górze Synaj

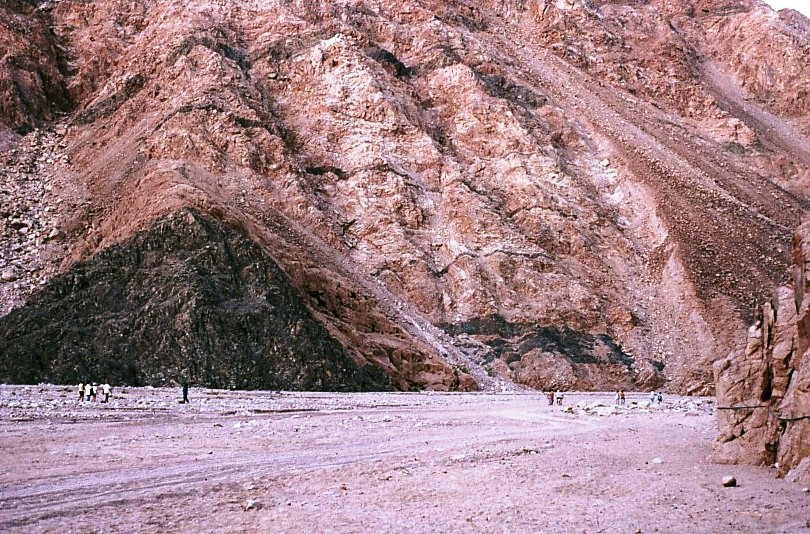
Okolice Dżabal Tahuna i Dżabal Sirbal

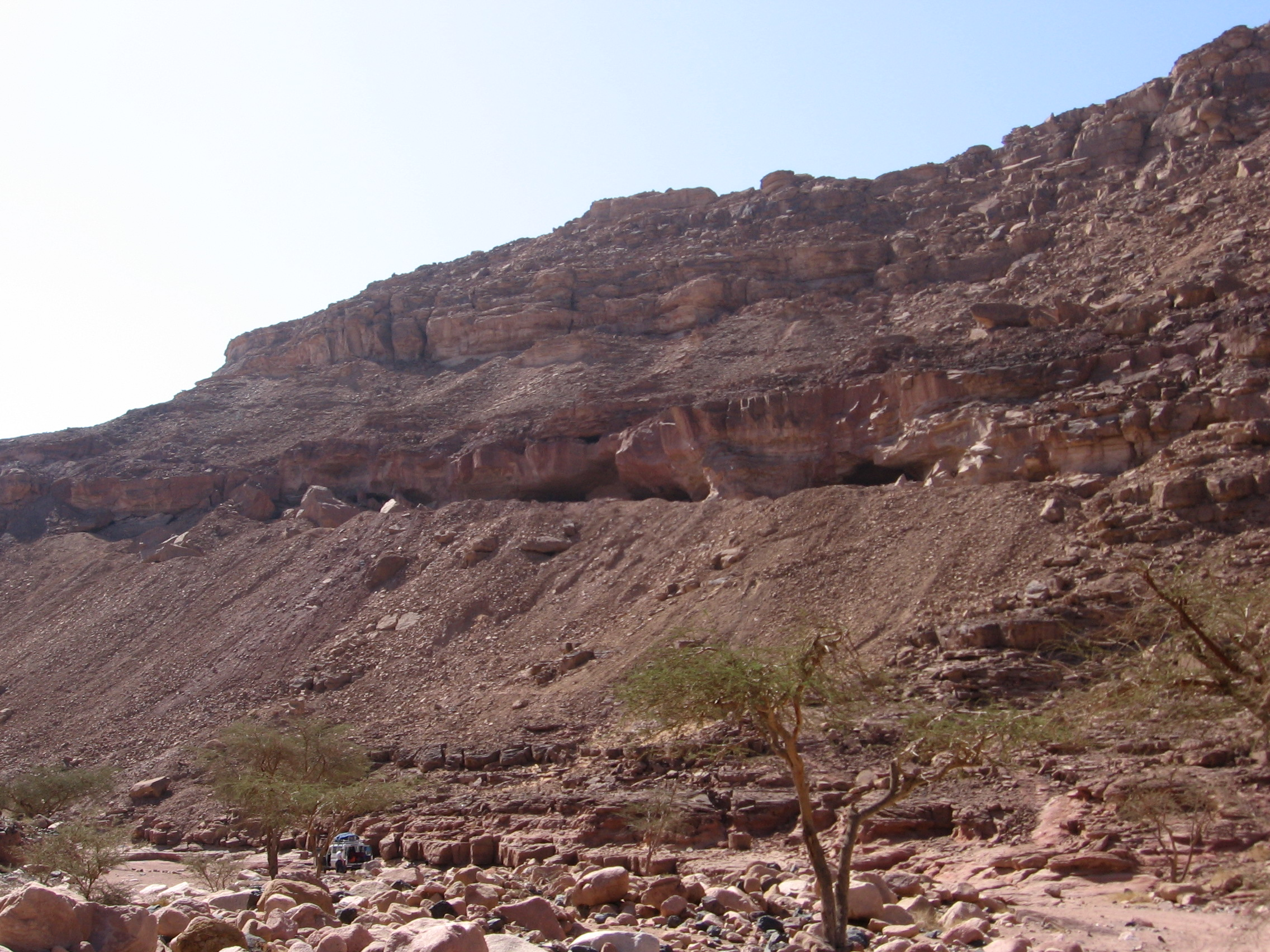
Stare kopalnie turkusu koło Sarabit al-Chadim

Park Narodowy Świętej Katarzyny (arab. ‏محمية سانت كاترين‎) – rezerwat przyrody i kultury w południowej części półwyspu Synaj w muhafazie Synaj Południowy w Egipcie. Ma powierzchnię 4350 km² i obejmuje płaskowyż oraz najwyższe pasmo górskie w Egipcie. Obszar uznano za chroniony w 1988, a park narodowy utworzono w 1996 roku. Siedzibą władz administracyjnych jest miejscowość Święta Katarzyna. 
W 2002 roku fragment parku o powierzchni 640 km²  został wpisany na Listę Światowego Dziedzictwa UNESCO.
Ten suchy ekosystem górski cechuje się różnorodnością gatunków flory i fauny, niektóre występują endemicznie. Z występujących tu około 472 gatunków roślin 115 ma właściwości lecznicze, a 19 występuje tylko w tym parku narodowym. Do tej pory  udokumentowano z tego obszaru 27 gatunków ssaków (w tym 9 nietoperzy) i 46 gatunków gadów, z czego 15 występuje tylko tutaj.
Na terenie obszaru chronionego istnieje ponad 200 miejsc związanych z kultem religijnym (w tym klasztory i kościoły, ruiny klasztorów z okresu bizantyjskiego), unikatowe formacje skalne i punkty widokowe.
Większość osób odwiedzających ten park narodowy przybywa z kurortów Riwiery Morza Czerwonego (Szarm el-Szejk, Dahab, Taby) oraz z Kairu.

## Klimat
Średnia temperatura przekracza 30 °C w lecie. Podczas zimowych nocy temperatura może spaść poniżej zera, a na szczytach gór nawet do –14 °C na szczycie góry.